# كوان هونجشان
كوان هونجشان (مواليد 28 مارس 2007) هي لاعبة غطس صينية، فازت بالميدالية الذهبية في دورة الألعاب الأولمبية الصيفية 2020 في مسابقة منصة ثابتة على ارتفاع 10 أمتار. في دورة الألعاب الأولمبية الصيفية 2024، فازت كوان بالميدالية الذهبية في حدث منصة 10 أمتار الفردية، وإلى جانب زميلتها في الفريق تشن يوشي، فازت أيضًا بالميدالية الذهبية في منصة 10 أمتار المتزامنة.